# Harmothoe stephensoni
Harmothoe stephensoni är en ringmaskart som beskrevs av Pettibone 1993. Harmothoe stephensoni ingår i släktet Harmothoe och familjen Polynoidae. Inga underarter finns listade i Catalogue of Life.